# Hoshino Gakki

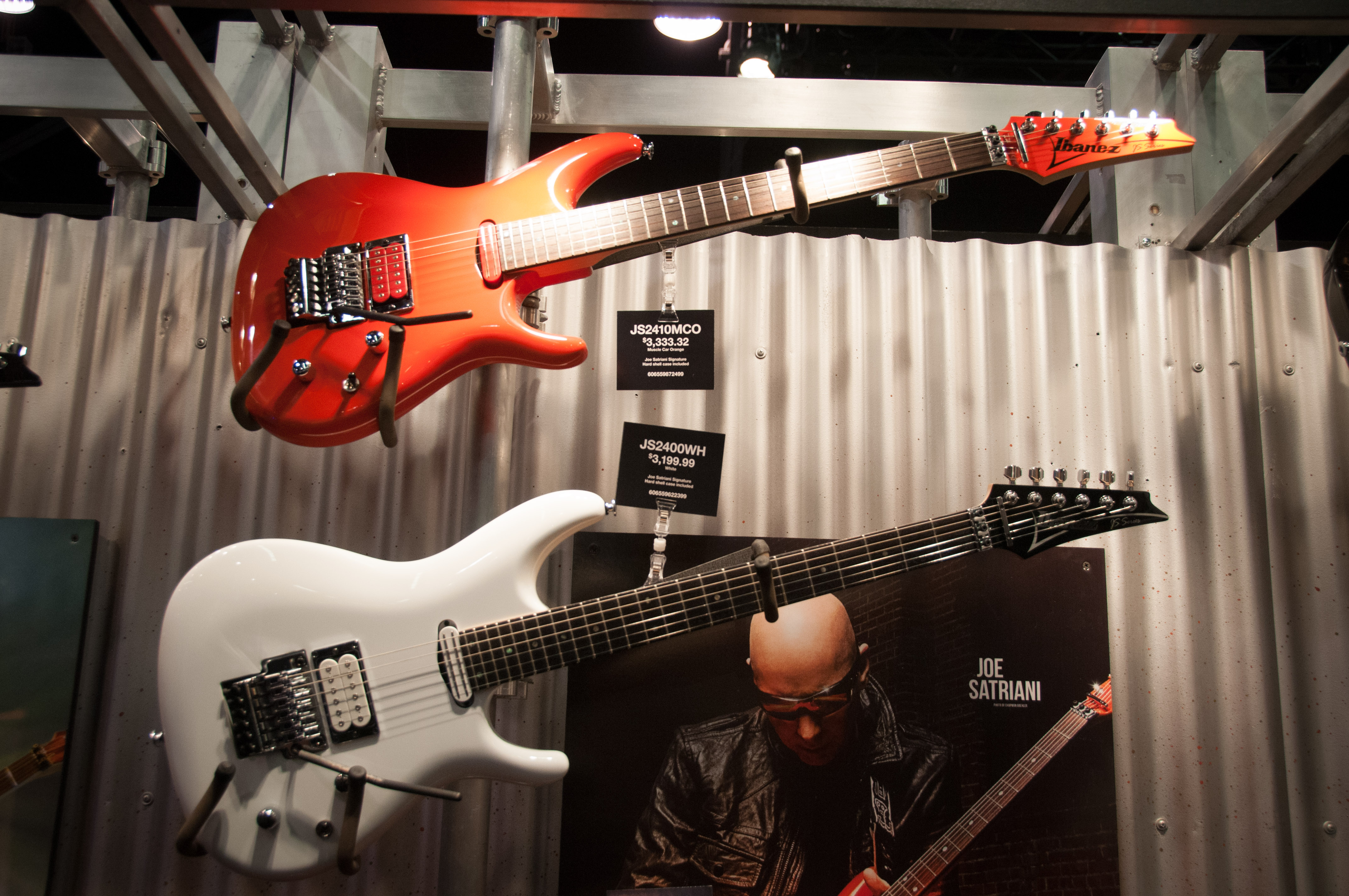
Ibanez-Gitarren

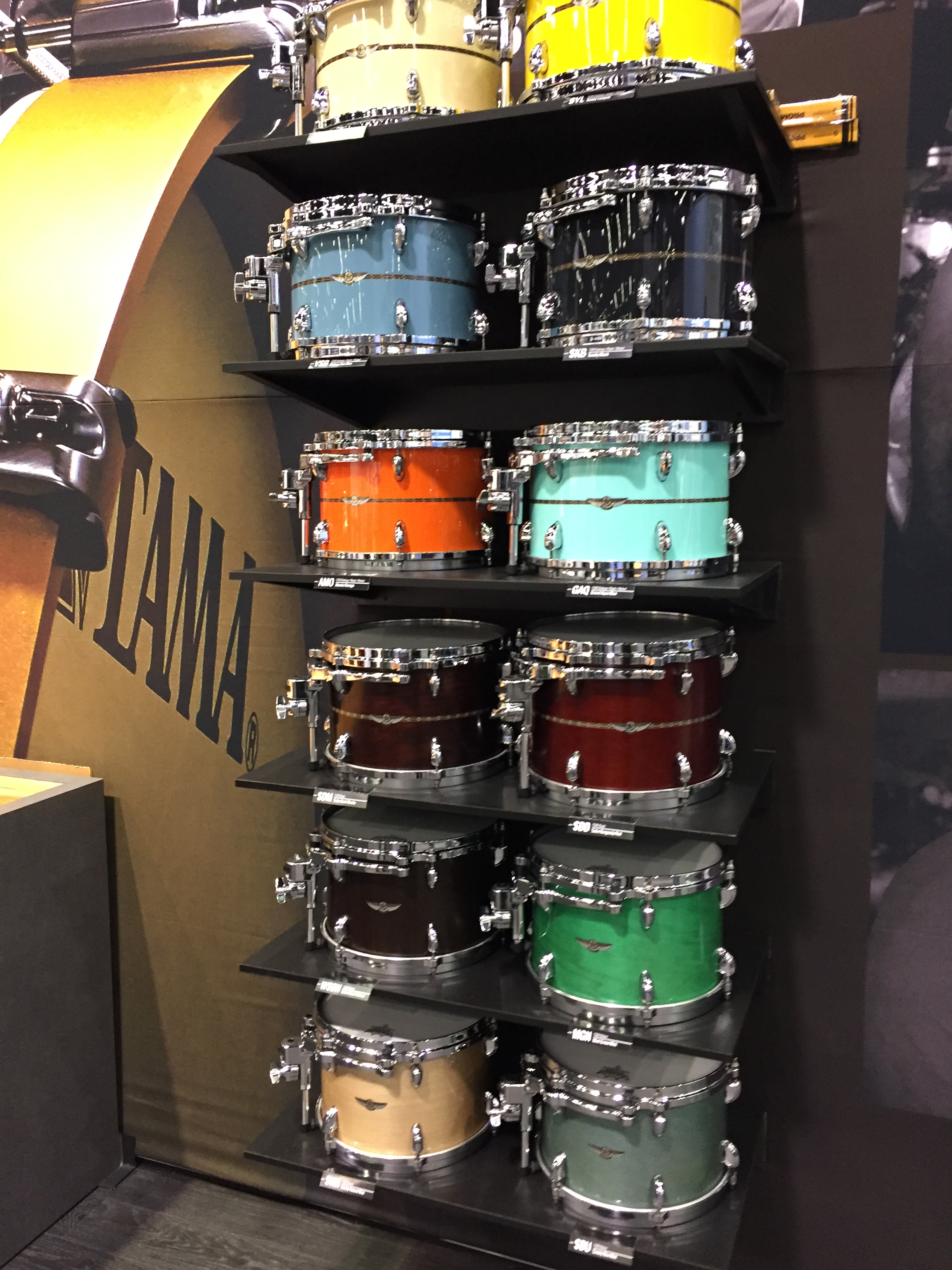
Tama-Trommeln

Hoshino Gakki K.K. (jap. 星野楽器株式会社, Hoshino Gakki Kabushiki kaisha) ist ein japanischer Musikinstrumentenhersteller mit Hauptsitz in Nagoya.
Bekannt sind die Marken Ibanez für Gitarren und Tama für Schlagzeuge.

## Geschichte
Hoshino wurde 1908 von Matsujiro Hoshino als Buchhandlung mit Notenblattverkauf gegründet. Nach und nach wurden auch Musikinstrumente nach Japan importiert. Ab 1929 wurden Gitarren aus der Werkstatt des spanischen Gitarrenbauers Salvador Ibáñez nach Japan importiert. Ende 1933 kaufte Telesforo Julve die Firma und produzierte Gitarren unter dem Namen "Salvador Ibáñez é Hijos".
Ab 1935 begann Hoshino selber, unter dem Namen Ibanez Salvador Saiteninstrumente in Nagoya zu fertigen. Der Markenname wurde später auf Ibanez gekürzt.
1962 eröffnete Junpei Hoshino, der Enkel des Gründers, das Werk Tama Seisakusho um E-Gitarren (Nachbauten bekannter Marken), Verstärker und Schlagzeuge zu produzieren. 
Ab 1966 wurden hier nur noch Schlagzeuge gefertigt. Die Gitarrenproduktion wurde danach an Vertragspartner wie Fujigen vergeben.